# Temple de Dionís (Teos)
El temple de Dionís és un temple grec hel·lenístic de la ciutat de Teos, a Anatòlia, a la costa de Jònia, actualment a Turquia.

## Història

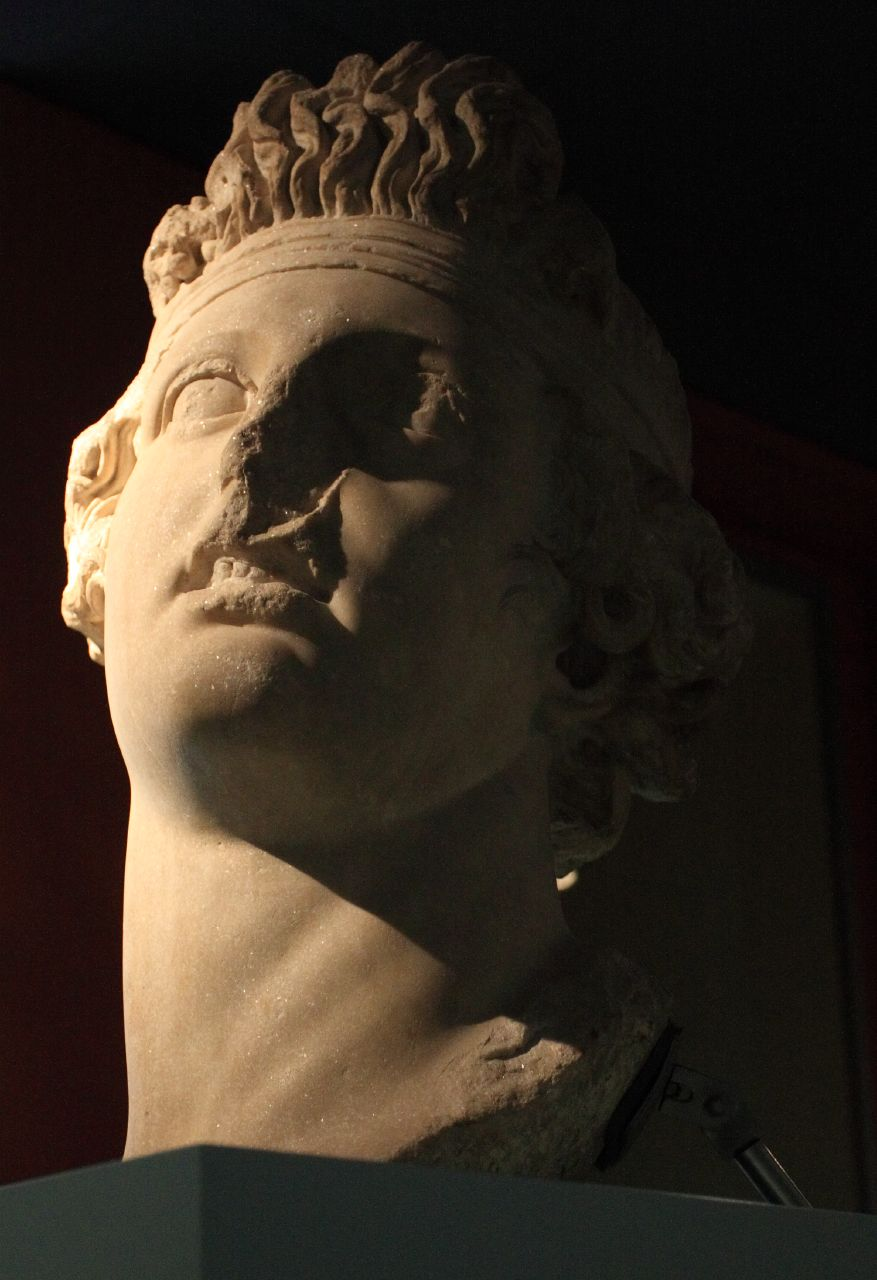
Cap atribuït a Dionís en el Museu d'antiguitats de Leiden

El va construir el famós arquitecte Hermògenes de Priene (finals del segle III abans de la nostra era - principis del segle ii ae). Segurament, el gremi dels artistes de Dionís establí la seu a Teos poc després de l'any 200 ae. El temple estava representat en les monedes de la ciutat.
El temple hel·lenístic potser va patir un incendi i fou reconstruït per primera vegada en l'època augusta (a la qual probablement pertanyen els pòrtics del tèmenos).
Una inscripció d'Hadrià a l'arquitrau permet plantejar la hipòtesi d'una (potser segona) reconstrucció en època romana, que en degué de reutilitzar el fris. Les bases del temple hel·lenístic i en general foren respectades, mentre que alguns dels capitells jònics i alguns dels acroteris són còpies romanes dels espècimens hel·lenístics originaris parcialment reutilitzats. L'epítet Panion, utilitzat per a l'emperador en la inscripció, està testificat després de l'any 131.

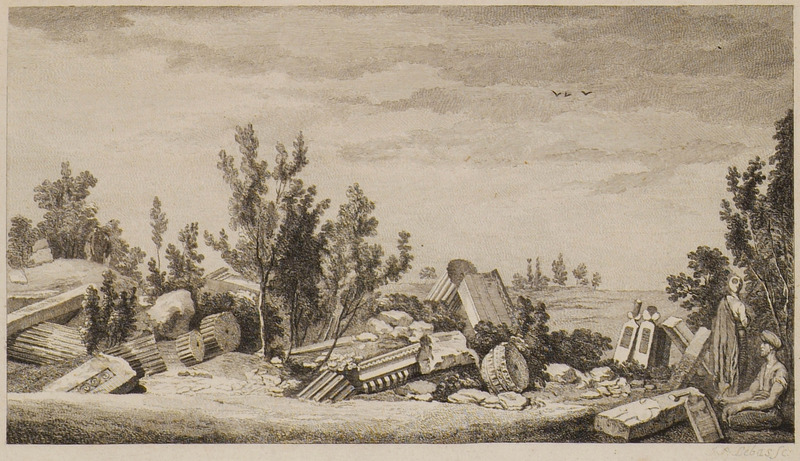
Les ruïnes del Temple de Dionís el 1769 (Society of Dilettanti)

En el segle xviii, el cònsol neerlandés a Esmirna, Daniël Alexander de Hochepied, visità Teos i se n'emportà el cap d'una estàtua colossal, atribuïda a Dionís, que hui es troba encara al Museu d'antiguitats de Leiden.
Les primeres recerques arqueològiques a la ciutat es feren per encàrrec de la Society of Dilettanti anglesa: entre el 1764 i el 1765 per Richard Chandler i Nicholas Revett, i el 1862 per Richard Popplewell Pullan, que en publicà el primer plànol de la construcció. El 1924, els francesos Yves Bequignon i Alfred Laumonier hi feren una recerca.
El 1962-1967, Yusuf Béysal i Baki Öğün, de la Universitat d'Ankara, excavaren l'emplaçament del temple. En els anys 1980-1992, l'arquitecte Duran Mustafa Uz hi feu excavacions més limitades amb vista a la seua tesi doctoral sobre l'edifici.

## Descripció
El santuari es va construir contra el mur oest de les muralles de la ciutat. Consistia en un tèmenos de planta trapezoïdal, amb propileus d'accés pel sud, envoltat per pòrtics, amb murs d'opus quadratum revestits de marbre i estuc de colors. Els pòrtics del nord i sud eren dòrics, mentre que els dels costats est i oest jònics.
Al bell mig del tèmenos era el temple, al qual s'accedia per un tram de 13 graons. El temple és d'ordre jònic, perípter, hexàstil (amb sis columnes a la façana) i amb 11 columnes als costats majors. Fa 18,36 m x 34,98 m. Vitruvi el cita com a exemple de temple "èustil", en què els intercolumnis són iguals a dos diàmetres i un quart dels fusts de les columnes, tret de l'intercolumni central, igual a tres diàmetres. Té un pronaos inusualment profund (la fondària de dues columnes) i un opistòdom amb dues columnes. Les bases de les columnes són un element també present en altres creacions d'Hermògenes.
El fris, de marbre autòcton, representava escenes d'una processó dionisíaca al voltant de Dionís: se n'han traslladat dues lloses al Museu Britànic i altres 14 són al Museu Arqueològic d'Esmirna. El fris se n'ha datat d'entre finals del segle III ae i principis del  II ae.